# Горіна Ірина Анатоліївна
Го́ріна Іри́на Анато́ліївна (*10 січня 1967, Харків) — українська політична діячка, економістка. Народна депутатка 6-го та 7-го скликань України, член фракції Партії регіонів (№ 162 в списку) (з листопада 2007 року), член Комітету з питань Регламенту, депутатської етики та забезпечення діяльності Верховної Ради України (з грудня 2007 року).

## Життєпис
Генеральний директор ТОВ «Консент». Директор громадської організації «Віче України».
1990 закінчила Харківський фармацевтичний інститут, працювала лаборантом-асистентом кафедри токсикологічної хімії. З 1995 року — приватний підприємець прачка.
1996 року засновує приватну фірму Фактор. Комерційний директор ТОВ «Фактор-5». Закінчила 2002 року Харківський національний університет за спеціальністю «міжнародна економіка». З грудня 2002 року — заступник генерального директора, з 2003 року — генеральний директор Українського фонду підтримки підприємництва.
З червня 2005 року — консультант з стратегічного розвитку підприємництва ТОВ Консент. У березні 2006 року кандидат в народні депутати України від партії Віче (№ 4 в списку). На час виборів: консультант з стратегічного розвитку підприємництва ТОВ Консент.
5 червня 2012 голосувала за проєкт Закону України «Про засади державної мовної політики» або так званий «Закон Ківалова-Колесніченка», закон, що при незмінності визнання української мови як державної, істотно розширював використання регіональних мов.
16 січня 2014 голосувала за Диктаторські закони.

## Нагороди
- 2011 — Заслужений економіст України[6]

## Сім'я
Одружена, має доньку.